# American Music Awards de 2025
O American Music Awards de 2025 foi realizado em 26 de maio de 2025, no Fontainebleau Las Vegas em Las Vegas, Nevada, nos Estados Unidos. Esta foi a primeira cerimônia de entrega de prêmios transmitida pela CBS e Paramount+. Jennifer Lopez apresentou a cerimônia pela segunda vez depois de 2015.
As indicações foram anunciadas em abril de 2025; Kendrick Lamar liderou com dez. Billie Eilish foi a mais premiada, vencendo todas as suas sete indicações. Janet Jackson foi homenageada com o Prêmio Ícone, Rod Stewart com o Conjunto da Obra e Zac Brown com o Voz dos Veteranos.

## Apresentadores
| Nome(s)                     | Papel                                                      |
| --------------------------- | ---------------------------------------------------------- |
| Tiffany Haddish             | Apresentou Canção de R&B Favorita                          |
| Wayne Brady e Jordan Chiles | Apresentaram Artista Latina Favorita                       |
| Nikki Glaser                | Apresentou Artista Revelação do Ano                        |
| Dan + Shay                  | Introduziu Lainey Wilson                                   |
| Alix Earle e Kai Cenat      | Apresentaram Artista de R&B Favorita                       |
| Blake Shelton               | Introduziu Gwen Stefani                                    |
| Zac Brown                   | Introduziu a Easy Day Foundation                           |
| Tasha Smith                 | Apresentou o Prêmio Ícone a Janet Jackson                  |
| Jake Shane                  | Introduziu Reneé Rapp                                      |
| Heidi Klum                  | Apresentou Artista de Hip-Hop Favorito                     |
| Shaboozey e Megan Moroney   | Apresentaram Dupla ou Grupo Country Favorito               |
| Ciara                       | Introduziu Alex Warren                                     |
| Jon Batiste                 | Apresentou Artista do Ano                                  |
| Filhos de Rod Stewart       | Apresentou e entregou o prêmio Conjunto da Obra ao seu pai |

## Vencedores e indicados
Os indicados foram anunciadas em 23 de abril de 2025. Kendrick Lamar liderou com 10 indicações no total. Ele é seguido por Post Malone, com oito. Billie Eilish, Chappell Roan e Shaboozey receberam sete indicações cada, enquanto Bruno Mars, Lady Gaga, Morgan Wallen, Sabrina Carpenter, SZA e Taylor Swift receberam seis cada um. Benson Boone, Hozier e Zach Bryan receberam cinco.
Os vencedores estão listados em primeiro e destacados em negrito.
| Artista do Ano - Billie Eilish - Ariana Grande - Chappell Roan - Kendrick Lamar - Morgan Wallen - Post Malone - Sabrina Carpenter - SZA - Taylor Swift - Zach Bryan | Artista Revelação do Ano - Gracie Abrams - Benson Boone - Chappell Roan - Shaboozey - Teddy Swims - Tommy Richman |
| Álbum do Ano - Billie Eilish – Hit Me Hard and Soft - Beyoncé – Cowboy Carter - Chappell Roan – The Rise and Fall of a Midwest Princess - Charli xcx – Brat - Gracie Abrams – The Secret of Us - Future e Metro Boomin – We Don't Trust You - Kendrick Lamar – GNX - Post Malone – F-1 Trillion - Sabrina Carpenter – Short n' Sweet - Taylor Swift – The Tortured Poets Department | Canção do Ano - Billie Eilish – "Birds of a Feather" - Benson Boone – "Beautiful Things" - Chappell Roan – "Good Luck, Babe!" - Hozier – "Too Sweet" - Kendrick Lamar – "Not Like Us" - Lady Gaga e Bruno Mars – "Die with a Smile" - Post Malone com part. de Morgan Wallen – "I Had Some Help" - Sabrina Carpenter – "Espresso" - Shaboozey – "A Bar Song (Tipsy)" - Teddy Swims – "Lose Control" |
| Colaboração do Ano - Lady Gaga e Bruno Mars – "Die with a Smile" - Kendrick Lamar e SZA – "Luther" - Marshmello e Kane Brown – "Miles on It" - Post Malone com part. de Morgan Wallen – "I Had Some Help" - Rosé e Bruno Mars – "Apt." - Taylor Swift com part. de Post Malone – "Fortnight"                                                                                        | Canção Social do Ano - Doechii – "Anxiety" - Chappell Roan – "Hot to Go!" - Djo – "End of Beginning" - Lola Young – "Messy" - Shaboozey – "A Bar Song (Tipsy)" - Tommy Richman – "Million Dollar Baby" |
| Artista em Turnê Favorito - Billie Eilish - Luke Combs - Morgan Wallen - Taylor Swift - Zach Bryan | Videoclipe Favorito - Lady Gaga e Bruno Mars – "Die with a Smile" - Benson Boone – "Beautiful Things - Karol G – "Si Antes Te Hubiera Conocido" - Kendrick Lamar – "Not Like Us" - Shaboozey – "A Bar Song (Tipsy)" |
| Artista Pop Favorito - Bruno Mars - Benson Boone - Hozier - Teddy Swims - The Weeknd | Artista Pop Favorita - Billie Eilish - Chappell Roan - Lady Gaga - Sabrina Carpenter - Taylor Swift |
| Álbum Pop Favorito - Billie Eilish – Hit Me Hard and Soft - Chappell Roan – The Rise and Fall of a Midwest Princess - Charli xcx – Brat - Sabrina Carpenter – Short n' Sweet - Taylor Swift – The Tortured Poets Department | Canção Pop Favorita - Billie Eilish – "Birds of a Feather" - Benson Boone – "Beautiful Things" - Lady Gaga e Bruno Mars – "Die with a Smile" - Sabrina Carpenter – "Espresso" - Teddy Swims – "Lose Control" |
| Artista Country Favorito - Post Malone - Jelly Roll - Luke Combs - Morgan Wallen - Shaboozey | Artista Country Favorita - Beyoncé - Ella Langley - Kacey Musgraves - Lainey Wilson - Megan Moroney |
| Dupla ou Grupo Country Favorito - Dan + Shay - Old Dominion - Parmalee - The Red Clay Strays - Zac Brown Band | Álbum Country Favorito - Beyoncé – Cowboy Carter - Jelly Roll – Beautifully Broken - Megan Moroney – Am I Okay? - Post Malone – F-1 Trillion - Shaboozey – Where I've Been, Isn't Where I'm Going |
| Canção Country Favorita - Post Malone com part. de Morgan Wallen – "I Had Some Help" - Jelly Roll – "I Am Not Okay" - Koe Wetzel com part. de Jessie Murph – "High Road" - Luke Combs – "Ain't No Love in Oklahoma" - Shaboozey – "A Bar Song (Tipsy)" | Artista de Hip-Hop Favorito - Eminem - Drake - Future - Kendrick Lamar - Tyler, the Creator |
| Artista de Hip-Hop Favorita - Megan Thee Stallion - Doechii - GloRilla - Latto - Sexyy Red | Álbum de Hip-Hop Favorito - Eminem – The Death of Slim Shady (Coup de Grâce) - Future e Metro Boomin – We Don't Trust You - Gunna – One of Wun - Kendrick Lamar – GNX - Tyler, the Creator – Chromakopia |
| Canção de Hip-Hop Favorita - Kendrick Lamar – "Not Like Us" - Future, Metro Boomin e Kendrick Lamar – "Like That" - GloRilla – "TGIF" - GloRilla e Sexyy Red – "Whatchu Kno About Me" - Kendrick Lamar e SZA – "Luther" | Artista de R&B Favorito - The Weeknd - Bryson Tiller - Chris Brown - PartyNextDoor - Usher |
| Artista de R&B Favorita - SZA - Kehlani - Muni Long - Summer Walker - Tyla | Álbum de R&B Favorito - The Weeknd – Hurry Up Tomorrow - Bryson Tiller – Bryson Tiller - PartyNextDoor – PartyNextDoor 4 - PartyNextDoor e Drake – Some Sexy Songs 4 U - SZA – Lana |
| Canção de R&B Favorita - SZA – "Saturn" - Chris Brown – "Residuals" - Muni Long – "Made for Me" - The Weeknd e Playboi Carti – "Timeless" - Tommy Richman – "Million Dollar Baby" | Artista Latino Favorito - Bad Bunny - Feid - Peso Pluma - Rauw Alejandro - Tito Double P |
| Artista Latina Favorita - Becky G - Karol G - Natti Natasha - Shakira - Young Miko | Dupla ou Grupo Latino Favorito - Julión Álvarez y su Norteño Banda - Calibre 50 - Fuerza Regida - Grupo Firme - Grupo Frontera |
| Álbum Latino Favorito - Bad Bunny – Debí Tirar Más Fotos - Fuerza Regida – Dolido Pero No Arrepentido - Peso Pluma – Éxodo - Rauw Alejandro – Cosa Nuestra - Tito Double P – Incómodo | Canção Latina Favorita - Shakira – "Soltera" - Bad Bunny – "DTMF" - FloyyMenor e Cris MJ – "Gata Only" - Karol G – "Si Antes Te Hubiera Conocido" - Óscar Maydon e Fuerza Regida – "Tu Boda" |
| Artista de Rock Favorito - Twenty One Pilots - Hozier - Linkin Park - Pearl Jam - Zach Bryan | Canção de Rock Favorita - Linkin Park – "The Emptiness Machine" - Green Day – "Dilemma" - Hozier – "Too Sweet" - Myles Smith – "Stargazing" - Zach Bryan – "Pink Skies" |
| Álbum de Rock Favorito - Twenty One Pilots – Clancy - Hozier – Unreal Unearth - Koe Wetzel – 9 Lives - The Marías – Submarine - Zach Bryan – The Great American Bar Scene | Artista de Dance/Eletrônico Favorito - Lady Gaga - Charli xcx - David Guetta - John Summit - Marshmello |
| Trilha Sonora Favorita - Arcane League of Legends: Season 2 - Hazbin Hotel - Moana 2 – Auli'i Cravalho, Dwayne Johnson e elenco - Twisters: The Album - Wicked: The Soundtrack – Cynthia Erivo, Ariana Grande e elenco | Artista de Afrobeats Favorito - Tyla - Asake - Rema - Tems - Wizkid |
| Artista de K-Pop Favorito - RM - Ateez - Jimin - Rosé - Stray Kids | |

### Prêmios especiais
| Prêmio Ícone      | Prêmio Conjunto da Obra |
| ----------------- | ----------------------- |
| - Janet Jackson   | - Rod Stewart           |
| Voz dos Veteranos |                         |
| - Zac Brown       |                         |